# 仁井田站 (栃木縣)
仁井田站（日语：／ Niita eki */?）是位於日本栃木縣鹽谷郡高根澤町大字文挾的東日本旅客鐵道（JR東日本）烏山線鐵道車站。

## 車站構造

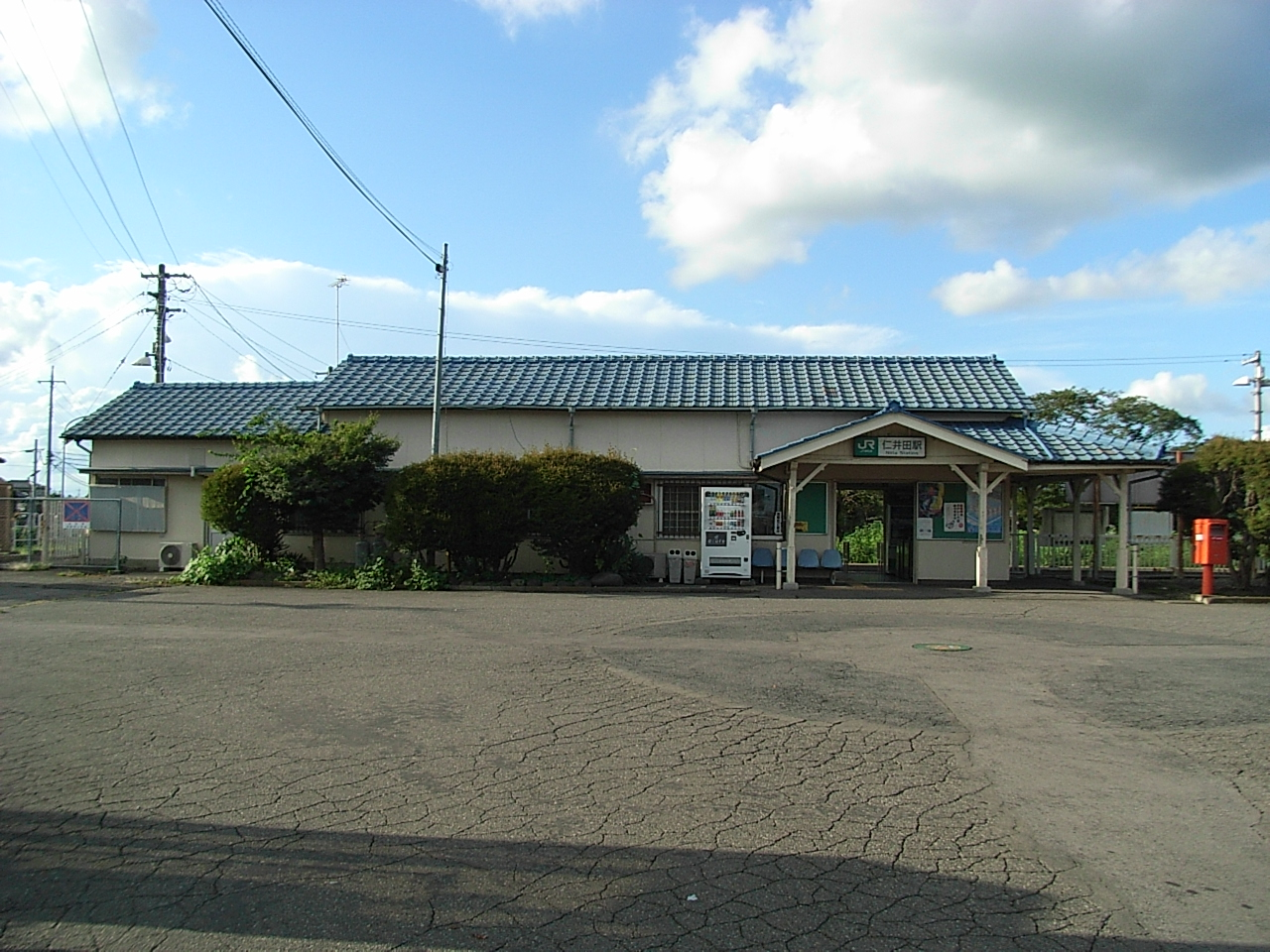
舊站房

單式月台1面1線的地上車站。

## 使用情況
根據「栃木縣統計年鑑」，2008年度（平成20年度）－2011年度（平成23年度）各年上車人次推移如下表。
| 上車人次推移       | 上車人次推移                | 上車人次推移 |
| 年度               | 各年上車人次 （單位：千人） | 來源         |
| ------------------ | --------------------------- | ------------ |
| 2008年（平成20年） | 157                         | [ 1 ]        |
| 2009年（平成21年） | 156                         | [ 2 ]        |
| 2010年（平成22年） | 160                         | [ 3 ]        |
| 2011年（平成23年） | 159                         | [ 4 ]        |

## 車站周邊
- 熟田郵便局
- 高根澤町仁井田體育館
- 高根澤町圖書館仁井田分館
- 栃木縣立高根澤高等學校
- 三澤 Garden Club
- 東雲 Golf Club
- 栃木縣道225號花岡狹間田線
- 栃木縣道10號宇都宮那須烏山線
- 井沼川

## 历史
烏山線開業最初巳有的車站、當時的途中站為本站與大金站。
- 1923年（大正12年）4月15日 - 熟田站（にいたえき）開業。
- 1925年（大正14年）4月1日 - 改稱仁井田站（にいたえき）。
- 1987年（昭和62年）4月1日 - 國鐵分割民營化成為JR東日本車站。
- 2011年（平成23年）6月1日 - 改為無人站，由寶積寺車站管理。
- 2014年（平成25年）3月15日 - 新站房完工啟用[5]。

## 相鄰車站
東日本旅客鐵道
■烏山線
下野花岡－仁井田－鴻野山

## 外部連結
- 車站資訊（仁井田）：東日本旅客鐵道

36°39′26.19″N 140°1′46.99″E / 36.6572750°N 140.0297194°E